# 渠化
渠化（英語：Channelisation），又稱河道渠化或通道化，屬水利工程的一種，是指以工程修整天然河道成為或形同溝渠，以加快河流流速，避免附近地區發生泛濫。
香港主要的渠化工程，包括以工程拉直河道，掘深和擴闊了河道，又在河床及河岸兩旁鋪上混凝土。